# Casa Piriú
La Casa Piriú és una obra de Palafrugell (Baix Empordà) protegida com a Bé Cultural d'Interès Local.

## Descripció
La casa es troba distribuïda en tres nivells, formant dos volums relacionats per la circulació vertical. A la planta baixa, per on es realitza l'accés, es troben la cuina, el menjador i, formant un volum quadrat que es projecte cap a l'exterior sota els porxos, la sala d'estar. El nivell del replà de l'escala dona accés el segon volum, de planta quadrada i d'una sola alçada, que conté dos dormitoris amb dos banys. A la planta superior hi ha l'estudi i el dormitori principal. Els pilars vistos que formen els porxos són metàl·lics i de secció quadrada. Les façanes són arremolinades i pintades de blanc, contrastant, així, amb les perifèries negres de les obertures.